# Melanoplus idaho
Melanoplus idaho är en insektsart som beskrevs av Morgan Hebard 1935. Melanoplus idaho ingår i släktet Melanoplus och familjen gräshoppor. Inga underarter finns listade i Catalogue of Life.